# Nu vill jag sjunga om modersvingen
Nu vill jag sjunga om modersvingen eller Modersvingen är en sång med text av Lina Sandell och tonsatt först av Wilhelm Theodor Söderberg (1845–1922) som publicerades 1876. I Sionstoner 1935 är melodin av Gerda Wennerberg (född 1861, död 4 mars 1951) från Rögle gods nära Ängelholm. Hon var lärarinna och verksam i Lärarinnornas Missionsförening. Sångförfattare och kompositör.
En alternativ melodi har komponerats av Carola Häggkvist som hon också sjungit in på sitt album Blott en dag från 1998 som enbart innehåller sånger av Lina Sandell.
Förlaget Linx/Libris har givit ut ett häfte med titeln Modersvingen som innehåller nya tonsättningar till Lina Sandells texter av Per Harling.

## Publicerad i
- Sånger till Lammets lof 1877 som nummer 72 med titeln "Moderswingen" och hänvisning till Esaias 31:5 i Bibeln.
- Musik till Sionstoner 1889 som nummer 679a, andra samlingen, (tryckt 1913) melodi: Söderberg
- Musik till Sionstoner 1889 som nummer 679b, andra samlingen, (tryckt 1913) melodi: Wennerberg
- Sionstoner 1935 som nummer 488 under rubriken "Nådens ordning: Trosliv och helgelse". melodi: Wennerberg
- Guds lov 1935 som nummer 502 under rubriken "Sånger över skilda ämnen".
- Lova Herre 1988 som nummer 538 under rubriken "Guds barns tröst i kamp och prövning".

### Carola Häggkvists melodi
- Ung psalm 2006 som nummer 236 under rubriken "Håll om mig – tårar, tröst och vila".[2]
- Norsk Salmebok 2013 som nummer 316.

### Fotnoter
1. ↑  ”Blott en dag”. Svensk mediedatabas. 25 februari 1998. http://smdb.kb.se/catalog/id/001518715. Läst 19 oktober 2015.
2. ↑  Braw, Anna; Åke Olson, Anna Stenlund (2006). Ung psalm. Örebro: Libris förlag. Libris 10147865. ISBN 91-7195-582-8